# Астрид и Лилли спасают мир
«Астрид и Лилли спасают мир» (англ. Astrid & Lilly Save the World) — канадо-американский комедийно-драматический сверхъестественный телесериал, транслируемый на телеканалах Syfy в США и CTV Sci-Fi Channel в Канаде.
5 января 2023 года Syfy объявил о том, что сериал был закрыт после первого сезона.

## Сюжет
Астрид Белл и Лилли Фортенберри, лучшие подруги и школьные изгои, случайно открывают портал в другое измерение, которое населяют жуткие монстры и чудовища. На помощь к героиням приходит единственный дружелюбный монстр — Брут, который становится их тренером  и наставником. Теперь девушкам нужно научиться быть героями и закрыть портал, ведь в противном случае портал может открыться полностью и все монстры смогут свободно попасть в наш мир. Но сделать это непросто, ведь девушкам нужно не только спасать мир, но и пытаться выживать в старшей школе, а это задача не из лёгких. 

## В ролях

### Главные
- Саманта Аукойн — Лилли Фортенберри, старшеклассница, лучшая подруга Астрид, которая является голосом разума в их дуэте, милая и спокойная, в отличие от Астрид.
- Яна Моррисон — Астрид Белл, старшеклассница, лучшая подруга Лилли, дерзкая и энергичная, помогает Лилли принимать сложные решения и решать проблемы.
- Оливье Рено — Брут, обитатель потустороннего мира, рогатый монстр, выступающий наставником и тренером Астрид и Лилли и помогающий им в борьбе с другими монстрами.
- Джери Холл — Кристина Пауэлл, чрезмерно заботливая религиозная мать Кэндис, которая может подавить кого угодно — и собственную дочь, и учителей.
- Джулия Дойл — Кэндис Пауэлл, самая популярная девушка в академии, девушка Тейта и дочь Кристины, которая имеет свои собственные страшные секреты.
- Колтон Стюарт — Тейт Хадсон, самый популярный парень в академии, футболист и бойфренд Кэндис, который имеет серьёзные проблемы во взаимоотношениях со своим отцом.
- Спенсер Макферсон — Спарроу Донован, задумчивый, мечтательный и отстранённый подросток, скрывающий свою истинную натуру, которую очень хочет раскрыть Астрид.
- Кристина Орьяло — Валери Лонг, старшеклассница, увлекающаяся театром и мечтающая стать актрисой, а также она является связующим звеном между Астрид и Лилли и крутыми ребятами школы.
- Майкл МакКрири — Эгон «Эггс» Вальчак, блестящий школьный ботаник, всегда готовый предоставить любую информацию вне зависимости от того, насколько она уместна.

### Второстепенные
- Меган Хатчингс — Мишель Найт, тщеславная и неуверенная в себе девушка, занимающая должность заместителя директора академии и многие другие должности.
- Шейла Маккарти — Рэйзор, девушка-монстр с тысячами зубов, которая помешана на тестостероне, который она добывает из трупов убитых ею мужчин.

## Сезоны
| Сезон | Серии | Серии | Даты показа    | Даты показа     |
| Сезон | Серии | Серии | Первая серия   | Последняя серия |
| ----- | ----- | ----- | -------------- | --------------- |
| 1     | 10    | 10    | 26 января 2022 | 30 марта 2022   |

## Эпизоды

### Сезон 1(2022)
| № общий | № в сезоне | Название                     | Режиссёр          | Автор сценария                 | Дата премьеры   | Зрители в США (млн) |
| --- | ---------- | ---------------------------- | ----------------- | ------------------------------ | --------------- | ------------------- |
| 1 | 1          | «Тонтум» «Tontoom»           | Джилл Картер      | Ноэль Стехман, Бетси Ван Стоун | 26 января 2022  | 0.363               |
| Астрид и Лилли случайно открывают портал в другое измерение и становятся охотницами на монстров, чтобы спасти человечество. |            |                              |                   |                                |                 |                     |
| 2 | 2          | «Зубы» «Teeth»               | Джилл Картер      | Ноэль Стехман, Бетси Ван Стоун | 2 февраля 2022  | 0.252               |
| Монстр нападает на хулиганов в школе. Решат ли Астрид и Лилли присоединиться к нему или победить его?                       |            |                              |                   |                                |                 |                     |
| 3 | 3          | «Амигдала» «Amygdala»        | Джей Стивенс      | Александра Мирчефф             | 9 февраля 2022  | 0.267               |
| Монстр, воплощающий в себе самый страшный страх каждого человека, терроризирует академию, в том числе Астрид и Лилли.       |            |                              |                   |                                |                 |                     |
| 4 | 4          | «Одно ребро» «One Rib»       | Джей Стивенс      | Вероника Пас                   | 16 февраля 2022 | 0.217               |
| Все танцуют новый «вирусный» танец. Астрид и Лилли чувствуют себя не в своей тарелке, пока не узнают, что это монстр.       |            |                              |                   |                                |                 |                     |
| 5 | 5          | «А-борг» «A-borg»            | Одри Каммингс     | Аликс Маркман                  | 23 февраля 2022 | 0.246               |
| Новый монстр преследует своих жертв и заставляет каждого заново пережить свое худшее воспоминание детства.                  |            |                              |                   |                                |                 |                     |
| 6 | 6          | «Ноготь» «Toenail»           | Одри Каммингс     | Вероника Пас                   | 2 марта 2022    | 0.225               |
| Директор Варшиди оказывается одержим демоническим эго, и Астрид с Лилли должны провести обряд экзорцизма.                   |            |                              |                   |                                |                 |                     |
| 7 | 7          | «Губы» «Lips»                | Данишка Эстерхази | Александра Мирчефф             | 9 марта 2022    | 0.234               |
| Когда в город приезжает новый сексуальный монстр, страсти накаляются и становятся смертельными.                             |            |                              |                   |                                |                 |                     |
| 8 | 8          | «Волосы» «Hair»              | Данишка Эстерхази | Ноэль Стехман, Бетси Ван Стоун | 16 марта 2022   | 0.221               |
| У Лилли отработка, а потому ей приходится иметь дело с монстром из кошмара, но разве сражаться с Астрид ещё страшнее?       |            |                              |                   |                                |                 |                     |
| 9 | 9          | «Доппелькопф» «Doppelkopfel» | Джордан Каннинг   | Аликс Маркман                  | 23 марта 2022   | 0.170               |
| Происходит двойная неприятность, когда в день школьного спектакля в академии появляется монстр-двойник.                     |            |                              |                   |                                |                 |                     |
| 10 | 10         | «Внутренности» «Guts»        | Джордан Каннинг   | Ноэль Стехман, Бетси Ван Стоун | 30 марта 2022   | 0.204               |
| Астрид и Лилли наконец-то встречаются лицом к лицу с главным злодеем. Смогут ли они спасти мир?                             |            |                              |                   |                                |                 |                     |

## Производство
Компания NBCUniversal анонсировала сериал во время презентации в мае 2021 года. Об основных участниках актёрского каста сериала сообщил журнал Deadline 31 августа 2021 года.
Сериал снимался в городе Сент-Джонс, в провинции Ньюфаундленд, осенью 2021 года. На съёмочной площадке почти на все ключевые творческие должности, включая всех сценаристов и режиссёров, были наняты женщины и небинарные люди.
В январе 2023 года телеканал Syfy официально объявил, что сериал был закрыт после первого сезона. 

## Реакция

### Критика
Сериал «Астрид и Лилли спасают мир» получил положительные отзывы критиков.
Журнал Time охарактеризовал сериал как «„Баффи — истребительницу вампиров” без мужского взгляда на производство».
Энджи Хан из The Hollywood Reporter написала, что «Астрид и Лилли» обладают «собственным очарованием — не как копия того, что было до них, а как достойный преемник», и похвалила диалоги, юмор и химию между главными героями.
Веб-сайт Bleeding Cool назвал «Астрид и Лилли» «уникальной и проникновенной историей» и похвалил сериал за «увлекательное и зачастую забавное изображение сочетания старшей школы и охоты на монстров».

### Награды
| Год  | Премия                                        | Категория                                                 | Номинация                      | Результат | Ссылка |
| ---- | --------------------------------------------- | --------------------------------------------------------- | ------------------------------ | --------- | ------ |
| 2023 | Канадская кинонаграда                         | Лучший комедийный телесериал                              | «Астрид и Лилли спасают мир»   | Номинация | [ 23 ] |
| 2023 | Канадская кинонаграда                         | Лучшая оригинальная музыка: комедия                       | Айми Бессада                   | Номинация | [ 24 ] |
| 2023 | Премия Гильдии сценаристов Канады за сценарий | Лучший сценарий для подростков                            | Вероника Пас                   | Победа    | [ 25 ] |
| 2023 | Премия Гильдии сценаристов Канады за сценарий | Лучший сценарий для подростков                            | Аликс Маркман                  | Номинация | [ 26 ] |
| 2023 | Премия Гильдии сценаристов Канады за сценарий | Лучший сценарий для подростков                            | Ноэль Стехман, Бетси Ван Стоун | Номинация | [ 26 ] |
| 2022 | Премия Гильдии режиссёров Канады              | Лучший монтаж изображения: комедийный или семейный сериал | Ли Уокер                       | Победа    | [ 27 ] |
| 2022 | Премия Гильдии режиссёров Канады              | Выдающееся режиссёрское достижение в комедийном сериале   | Джей Стивенс                   | Номинация | [ 27 ] |
| 2022 | Autostraddle                                  | Выдающийся научно-фантастический сериал                   | «Астрид и Лилли спасают мир»   | Номинация | [ 28 ] |